# カスク・エール
カスク・エール（英語: cask ale）またはカスク・コンディション・エール（英語: cask-conditioned ale）、カスク・コンディション・ビール（英語: cask-conditioned beer）とは、濾過およびパスチャライゼーション（熱処理）による殺菌処理を行わないエール、ビールのこと。

## 概要
カスクとは大樽の意であるが、日本においてビールの容器としてよく用いられている「樽」はケグであり、これとは異なる。カスクを「木製の樽」、ケグを「金属製の樽」と説明することもある。
カスクの中で二次発酵が行われるのが最大の特徴。醸造所で樽詰めされたエールは店舗に運び込まれた後も発酵が進む。店では飲み頃かどうかを判断して、客に提供する時期を見計らう。
ケグによる提供との違いは二次発酵の有無の他にも、ケグからグラスにビールを注ぐには別途炭酸ガスのボンベが必要なのに対し、カスクからグラスにビールを注ぐ際には手動のポンプを用いる。
カスク・エールの特徴としては、エール/ビールの風味が良くなることが挙げられる。その一方でカスク・エールには、より一層デリケートな品質管理が要求される。温度管理は無論の事、カスク内の熟成を見極める必要がある。温度管理がいい加減であったり、必要以上に放置し熟成が進み過ぎたエールの味は落ちる。
リアル・エール（英語: Real ale）は、カスク・エールも含む概念であるが、より広義に瓶詰めであっても瓶内で二次発酵が行われる場合（ボトル・コンディション・エール）も含まれる。

## 歴史
1950年代以降、バス・ブリュワリーなどイギリスの大手ビールメーカーは製品が日持ちするように濾過と熱処理を加えたエール、ビールをケグに詰めてパブや酒場、レストランに卸すようになった。こういった樽ビール、エールをケグ・ビア、ケグ・エールと呼ぶようになる。
1970年代になるとこういった大手ビールメーカーによる画一的で大量生産されるエール、ビールに反対し、伝統的なエール、ビールを守ろうとする消費者団体CAMRAが生まれ、ケグ・ビア、ケグ・エールに対立する概念としてリアル・エールという言葉が生まれた。同様に区別する意味でカスク・エールという言葉も使われるようになった。

## カスク・エールのサーブ方法
大別すると、以下のような方法でカスクからグラスやジョッキに注がれる。
- 手押しポンプ式
井戸水のように手押しポンプによってカスクからくみ上げる。
パイプの途中に残留したエール、ビールの洗浄などが必要。
- グラビティ式（英語: gravity）
カスクに差し込んだコックをひねって、そのままグラスやピッチャーで受ける。
パイプを通さないため、雑味が付かない。
主に冷却のためのカバーが必要であったり、カスクを高い位置に配置する必要がある。
- トールフォント式（英語: Tall fount）
主にスコットランドでみられる方式。
手押しポンプ式と同様であるが、手動ではなくエアコンプレッサーが用いられる。